# Lludrió llistat
El lludrió llistat o bívia tridàctila (Chalcides striatus) és una espècie de sauròpsid (rèptil) de la família Scincidae d'aspecte serpentiforme, ja que té les quatre potes molt reduïdes que pràcticament no li arriben al terra. Viu a Catalunya on no és gaire abundant.